# Seznam dílů seriálu Dr. House
Toto je seznam dílů seriálu Dr. House. Americký seriál Dr. House měl svou premiéru 16. listopadu 2004 na TV Fox, v Česku na TV Nova 4. října 2006. Seriál má celkem 177 epizod rozdělených do 8 řad. Poslední díl byl v USA premiérově odvysílán 21. května 2012, v Česku 2. září 2013.

## Přehled řad
| Řada | Díly | Premiéra v USA     | Premiéra v USA  | Premiéra v ČR      | Premiéra v ČR     | DVD v ČR           | DVD v ČR |
| Řada | Díly | První díl          | Poslední díl    | První díl          | Poslední díl      | Datum vydání       | Disky    |
| ---- | ---- | ------------------ | --------------- | ------------------ | ----------------- | ------------------ | -------- |
| 1    | 22   | 16. listopadu 2004 | 24. května 2005 | 4. října 2006      | 12. března 2007   | 1. srpna 2008      | 6        |
| 2    | 24   | 13. září 2005      | 23. května 2006 | 19. března 2007    | 5. listopadu 2007 | 15. června 2009    | 6        |
| 3    | 24   | 5. září 2006       | 29. května 2007 | 12. listopadu 2007 | 19. května 2008   | 13. července 2009  | 6        |
| 4    | 16   | 25. září 2007      | 19. května 2008 | 1. září 2008       | 22. prosince 2008 | 8. listopadu 2010  | 4        |
| 5    | 24   | 16. září 2008      | 11. května 2009 | 7. září 2009       | 28. dubna 2010    | 26. září 2012      | 6        |
| 6    | 22   | 21. září 2009      | 17. května 2010 | 5. května 2010     | 22. prosince 2010 | 24. října 2012     | 5        |
| 7    | 23   | 20. září 2010      | 23. května 2011 | 5. září 2011       | 19. března 2012   | 21. listopadu 2012 | 5        |
| 8    | 22   | 3. října 2011      | 21. května 2012 | 26. listopadu 2012 | 2. září 2013      | 18. září 2013      | 6        |

## Seznam dílů

### První řada (2004–2005)
| Č. v seriálu | Č. v řadě | Původní název       | Český název        | Režie                 | Scénář                            | Premiéra v USA     | Premiéra v ČR      |
| ------------ | --------- | ------------------- | ------------------ | --------------------- | --------------------------------- | ------------------ | ------------------ |
| 1            | 1         | Pilot               | Pilotní díl        | Bryan Singer          | David Shore                       | 16. listopadu 2004 | 4. října 2006      |
| 2            | 2         | Paternity           | Otázka rodičovství | Peter O'Fallon        | Lawrence Kaplow                   | 23. listopadu 2004 | 11. října 2006     |
| 3            | 3         | Occam's Razor       | Occamova břitva    | Bryan Singer          | David Shore                       | 30. listopadu 2004 | 18. října 2006     |
| 4            | 4         | Maternity           | Mateřství          | Newton Thomas Sigel   | Peter Blake                       | 7. prosince 2004   | 25. října 2006     |
| 5            | 5         | Damned If You Do    | Jeptiška           | Greg Yaitanes         | Sara B. Cooper                    | 14. prosince 2004  | 1. listopadu 2006  |
| 6            | 6         | The Socratic Method | Sokratovská metoda | Peter Medak           | John Mankiewicz                   | 21. prosince 2004  | 8. listopadu 2006  |
| 7            | 7         | Fidelity            | Věrnost            | Bryan Spicer          | Thomas L. Moran                   | 28. prosince 2004  | 15. listopadu 2006 |
| 8            | 8         | Poison              | Jed                | Guy Ferland           | Matt Witten                       | 25. ledna 2005     | 22. listopadu 2006 |
| 9            | 9         | DNR                 | Nechat zemřít      | Frederick King Keller | David Foster                      | 1. února 2005      | 29. listopadu 2006 |
| 10           | 10        | Histories           | Anamnéza           | Dan Attias            | Joel Thompson                     | 8. února 2005      | 6. prosince 2006   |
| 11           | 11        | Detox               | Absťák             | Nelson McCormick      | Lawrence Kaplow a Thomas L. Moran | 15. února 2005     | 13. prosince 2006  |
| 12           | 12        | Sports Medicine     | Sportovní medicína | Keith Gordon          | John Mankiewicz a David Shore     | 22. února 2005     | 20. prosince 2006  |
| 13           | 13        | Cursed              | Prokletý           | Daniel Sackheim       | Matt Witten a Peter Blake         | 1. března 2005     | 8. ledna 2007      |
| 14           | 14        | Control             | Sebeovládání       | Randy Zisk            | Lawrence Kaplow                   | 15. března 2005    | 15. ledna 2007     |
| 15           | 15        | Mob Rules           | Zákon mafie        | Tim Hunter            | David Foster a John Mankiewicz    | 22. března 2005    | 22. ledna 2007     |
| 16           | 16        | Heavy               | Zátěž Těžká váha   | Fred Gerber           | Thomas L. Moran                   | 29. března 2005    | 29. ledna 2007     |
| 17           | 17        | Role Model          | Nečekaná pravda    | Peter O'Fallon        | Matt Witten                       | 12. dubna 2005     | 5. února 2007      |
| 18           | 18        | Babies & Bathwater  | Nová generace      | Bill Johnson          | Peter Blake a David Shore         | 19. dubna 2005     | 12. února 2007     |
| 19           | 19        | Kids                | Děti               | Deran Sarafian        | Thomas L. Moran a Lawrence Kaplow | 3. května 2005     | 19. února 2007     |
| 20           | 20        | Love Hurts          | Láska bolí         | Bryan Spicer          | Sara B. Cooper                    | 10. května 2005    | 26. února 2007     |
| 21           | 21        | Three Stories       | Tři příběhy        | Paris Barclay         | David Shore                       | 17. května 2005    | 5. března 2007     |
| 22           | 22        | Honeymoon           | Líbánky            | Frederick King Keller | Lawrence Kaplow a John Mankiewicz | 24. května 2005    | 12. března 2007    |

### Druhá řada (2005–2006)
| Č. v seriálu | Č. v řadě | Původní název          | Český název         | Režie                 | Scénář                                               | Premiéra v USA     | Premiéra v ČR     |
| ------------ | --------- | ---------------------- | ------------------- | --------------------- | ---------------------------------------------------- | ------------------ | ----------------- |
| 23           | 1         | Acceptance             | Smíření             | Dan Attias            | Russel Friend a Garrett Lerner                       | 13. září 2005      | 19. března 2007   |
| 24           | 2         | Autopsy                | Neviditelný nádor   | Deran Sarafian        | Lawrence Kaplow                                      | 20. září 2005      | 26. března 2007   |
| 25           | 3         | Humpty Dumpty          | Bumbrlíček          | Dan Attias            | Matt Witten                                          | 27. září 2005      | 2. dubna 2007     |
| 26           | 4         | TB or Not TB           | Tuberák             | Peter O'Fallon        | David Foster                                         | 1. listopadu 2005  | 16. dubna 2007    |
| 27           | 5         | Daddy's Boy            | Tatínkův chlapeček  | Greg Yaitanes         | Thomas L. Moran                                      | 8. listopadu 2005  | 23. dubna 2007    |
| 28           | 6         | Spin                   | Kolotoč             | Fred Gerber           | Sara Hess                                            | 15. listopadu 2005 | 30. dubna 2007    |
| 29           | 7         | Hunting                | Lovci               | Gloria Muzio          | Liz Friedman                                         | 22. listopadu 2005 | 7. května 2007    |
| 30           | 8         | The Mistake            | Chyba               | David Semel           | Peter Blake                                          | 29. listopadu 2005 | 14. května 2007   |
| 31           | 9         | Deception              | Hypochondr          | Deran Sarafian        | Michael R. Perry                                     | 13. prosince 2005  | 21. května 2007   |
| 32           | 10        | Failure to Communicate | Nedorozumění        | Jace Alexander        | Doris Egan                                           | 10. ledna 2006     | 28. května 2007   |
| 33           | 11        | Need to Know           | Musím to vědět      | David Semel           | Pamela Davis                                         | 7. února 2006      | 4. června 2007    |
| 34           | 12        | Distractions           | Rozptýlení          | Dan Attias            | Lawrence Kaplow                                      | 14. února 2006     | 11. června 2007   |
| 35           | 13        | Skin Deep              | Modelka             | Jim Hayman            | Russel Friend, Garrett Lerner a David Shore          | 20. února 2006     | 18. června 2007   |
| 36           | 14        | Sex Kills              | Sex zabíjí          | David Semel           | Matt Witten                                          | 7. března 2006     | 25. června 2007   |
| 37           | 15        | Clueless               | Zlaté ruce          | Deran Sarafian        | Thomas L. Moran                                      | 28. března 2006    | 3. září 2007      |
| 38           | 16        | Safe                   | Výtah do života     | Félix Enríquez Alcalá | Peter Blake                                          | 4. dubna 2006      | 10. září 2007     |
| 39           | 17        | All In                 | Sázka na život      | Fred Gerber           | David Foster                                         | 11. dubna 2006     | 17. září 2007     |
| 40           | 18        | Sleeping Dogs Lie      | Spící psi lžou      | Greg Yaitanes         | Sara Hess                                            | 18. dubna 2006     | 24. září 2007     |
| 41           | 19        | House vs God           | House vs. Bůh       | John F. Showalter     | Doris Egan                                           | 25. dubna 2006     | 1. října 2007     |
| 42           | 20        | Euphoria Part 1        | Euforie: První část | Deran Sarafian        | Matthew V. Lewis                                     | 2. května 2006     | 8. října 2007     |
| 43           | 21        | Euphoria Part 2        | Euforie: Druhá část | Deran Sarafian        | Russel Friend, Garrett Lerner a David Shore          | 3. května 2006     | 15. října 2007    |
| 44           | 22        | Forever                | Na věky             | Daniel Sackheim       | Liz Friedman                                         | 8. května 2006     | 22. října 2007    |
| 45           | 23        | Who's Your Daddy       | Kdo je tvůj táta?   | Martha Mitchell       | John Mankiewicz, Lawrence Kaplow a Charles M. Duncan | 16. května 2006    | 29. října 2007    |
| 46           | 24        | No Reason              | Příčina neznámá     | David Shore           | Lawrence Kaplow a David Shore                        | 23. května 2006    | 5. listopadu 2007 |

### Třetí řada (2006–2007)
| Č. v seriálu | Č. v řadě | Původní název          | Český název                | Režie               | Scénář                                                       | Premiéra v USA     |
| ------------ | --------- | ---------------------- | -------------------------- | ------------------- | ------------------------------------------------------------ | ------------------ |
| 47           | 1         | Meaning                | Smysl                      | Deran Sarafian      | Lawrence Kaplow, David Shore, Russel Friend a Garrett Lerner | 5. září 2006       |
| 48           | 2         | Cane & Able            | Hůl & schopen              | Daniel Sackheim     | Lawrence Kaplow, David Shore, Russel Friend a Garrett Lerner | 12. září 2006      |
| 49           | 3         | Informed Consent       | Informovaný souhlas        | Laura Innes         | David Foster                                                 | 19. září 2006      |
| 50           | 4         | Lines in the Sand      | Čáry v písku               | Newton Thomas Sigel | David Hoselton                                               | 26. září 2006      |
| 51           | 5         | Fools for Love         | Zamilovaní blázni          | David Platt         | Peter Blake                                                  | 31. října 2006     |
| 52           | 6         | Que Sera Sera          | Co se má stát, to se stane | Deran Sarafian      | Thomas L. Moran                                              | 7. listopadu 2006  |
| 53           | 7         | Son of Coma Guy        | Syn chlapa v kómatu        | Dan Attias          | Doris Egan                                                   | 14. listopadu 2006 |
| 54           | 8         | Whac-A-Mole            | Plácni krtka               | Daniel Sackheim     | Pamela Davis                                                 | 21. listopadu 2006 |
| 55           | 9         | Finding Judas          | Hledá se Jidáš             | Deran Sarafian      | Sara Hess                                                    | 28. listopadu 2006 |
| 56           | 10        | Merry Little Christmas | Šťastné mini-vánoce        | Tony To             | Liz Friedman                                                 | 12. prosince 2006  |
| 57           | 11        | Words and Deeds        | Slova a činy               | Daniel Sackheim     | Leonard Dick                                                 | 9. ledna 2007      |
| 58           | 12        | One Day, One Room      | Jeden den, jeden pokoj     | Juan J. Campanella  | David Shore                                                  | 30. ledna 2007     |
| 59           | 13        | Needle in a Haystack   | Jehla v kupce sena         | Peter O'Fallon      | David Foster                                                 | 6. února 2007      |
| 60           | 14        | Insensitive            | Necitlivost                | Deran Sarafian      | Matthew V. Lewis                                             | 13. února 2007     |
| 61           | 15        | Half-Wit               | Debílek                    | Katie Jacobs        | Lawrence Kaplow                                              | 6. března 2007     |
| 62           | 16        | Top Secret             | Přísně tajné               | Deran Sarafian      | Thomas L. Moran                                              | 27. března 2007    |
| 63           | 17        | Fetal Position         | Poloha plodu               | Matt Shakman        | Russel Friend a Garrett Lerner                               | 3. dubna 2007      |
| 64           | 18        | Airborne               | Ve vzduchu                 | Elodie Keene        | David Hoselton                                               | 10. dubna 2007     |
| 65           | 19        | Act Your Age           | Pozor na věk               | Daniel Sackheim     | Sara Hess                                                    | 17. dubna 2007     |
| 66           | 20        | House Training         | Houseův výcvik             | Paul McCrane        | Doris Egan                                                   | 24. dubna 2007     |
| 67           | 21        | Family                 | Rodina                     | Liz Friedman        | David Straiton                                               | 1. května 2007     |
| 68           | 22        | Resignation            | Výpověď                    | Martha Mitchell     | Pamela Davis                                                 | 8. května 2007     |
| 69           | 23        | The Jerk               | Cvok                       | Daniel Sackheim     | Leonard Dick                                                 | 15. května 2007    |
| 70           | 24        | Human Error            | Lidská chyba               | Katie Jacobs        | Thomas L. Moran a Lawrence Kaplow                            | 29. května 2007    |

### Čtvrtá řada (2007–2008)
| Č. v seriálu | Č. v řadě | Původní název          | Český název                                | Režie               | Scénář                                                                | Premiéra v USA     | Premiéra v ČR      |
| ------------ | --------- | ---------------------- | ------------------------------------------ | ------------------- | --------------------------------------------------------------------- | ------------------ | ------------------ |
| 71           | 1         | Alone                  | Sám                                        | Deran Sarafian      | Peter Blake a David Shore                                             | 25. září 2007      | 1. září 2008       |
| 72           | 2         | The Right Stuff        | Správná věc                                | Deran Sarafian      | Doris Egan a Leonard Dick                                             | 2. října 2007      | 8. září 2008       |
| 73           | 3         | 97 Seconds             | 97 sekund                                  | David Platt         | Russel Friend a Garrett Lerner                                        | 9. října 2007      | 15. září 2008      |
| 74           | 4         | Guardian Angels        | Strážní andělé                             | Deran Sarafian      | David Hoselton                                                        | 23. října 2007     | 22. září 2008      |
| 75           | 5         | Mirror Mirror          | Prohlédnutí                                | David Platt         | David Foster                                                          | 30. října 2007     | 29. září 2008      |
| 76           | 6         | Whatever it Takes      | Do posledního dechu                        | Juan J. Campanella  | Thomas L. Moran a Peter Blake                                         | 6. listopadu 2007  | 6. října 2008      |
| 77           | 7         | Ugly                   | Ošklivec                                   | David Straiton      | Sean Whitesell                                                        | 13. listopadu 2007 | 13. října 2008     |
| 78           | 8         | You Don't Want To Know | Kdo to ví, nepoví                          | Lesli Linka Glatter | Sara Hess                                                             | 20. listopadu 2007 | 20. října 2008     |
| 79           | 9         | Games                  | Kdopak půjde z kola ven                    | Deran Sarafian      | Eli Attie                                                             | 27. listopadu 2007 | 27. října 2008     |
| 80           | 10        | It's A Wonderful Lie   | Je to báječná lež                          | Matt Shakman        | Pamela Davis                                                          | 29. ledna 2008     | 3. listopadu 2008  |
| 81           | 11        | Frozen                 | Někdo mrzne, někdo taje                    | David Straiton      | Liz Friedman                                                          | 3. února 2008      | 10. listopadu 2008 |
| 82           | 12        | Don't Ever Change      | Nikdo se nemění                            | Deran Sarafian      | Doris Egan a Leonard Dick                                             | 5. února 2008      | 24. listopadu 2008 |
| 83           | 13        | No More Mr. Nice Guy   | Už nikdy více slušňák                      | Deran Sarafian      | David Hoselton a David Shore                                          | 25. dubna 2008     | 1. prosince 2008   |
| 84           | 14        | Living the Dream       | Splněný sen                                | David Straiton      | Sara Hess a Liz Friedman                                              | 5. května 2008     | 8. prosince 2008   |
| 85           | 15        | House's Head           | Houseova hlava a Wilsonovo srdce (1. část) | Greg Yaitanes       | Peter Blake, David Foster, Doris Egan, Russel Friend a Garrett Lerner | 12. května 2008    | 15. prosince 2008  |
| 86           | 16        | Wilson's Heart         | Houseova hlava a Wilsonovo srdce (2. část) | Katie Jacobs        | Peter Blake, David Foster, Doris Egan, Russel Friend a Garrett Lerner | 19. května 2008    | 22. prosince 2008  |

### Pátá řada (2008–2009)
| Č. v seriálu | Č. v řadě | Původní název            | Český název            | Režie                | Scénář                                       | Premiéra v USA     | Premiéra v ČR      |
| ------------ | --------- | ------------------------ | ---------------------- | -------------------- | -------------------------------------------- | ------------------ | ------------------ |
| 87           | 1         | Dying Changes Everything | Umírání všechno mění   | Deran Sarafian       | Eli Attie                                    | 16. září 2008      | 7. září 2009       |
| 88           | 2         | Not Cancer               | Nerakovina             | David Straiton       | David Shore a Lawrence Kaplow                | 23. září 2008      | 14. září 2009      |
| 89           | 3         | Adverse Events           | Nežádoucí účinky       | Andrew Bernstein     | Carol Green a Dustin Paddock                 | 30. září 2008      | 21. září 2009      |
| 90           | 4         | Birthmarks               | Mateřská znaménka      | David Platt          | Doris Egan a David Foster                    | 14. října 2008     | 28. září 2009      |
| 91           | 5         | Lucky Thirteen           | Šťastná třináctka      | Greg Yaitanes        | Liz Friedman a Sara Hess                     | 21. října 2008     | 5. října 2009      |
| 92           | 6         | Joy                      | Polibek na dobrou noc  | Deran Sarafian       | David Hoselton                               | 28. října 2008     | 12. října 2009     |
| 93           | 7         | The Itch                 | Proč to nejde          | Greg Yaitanes        | Peter Blake                                  | 11. listopadu 2008 | 19. října 2009     |
| 94           | 8         | Emancipation             | Na vlastních nohách    | Jim Hayman           | Pamela Davis a Leonard Dick                  | 18. listopadu 2008 | 26. října 2009     |
| 95           | 9         | Last Resort              | Poslední možnost       | Katie Jacobsová      | Matthew V. Lewis a Eli Attie                 | 25. listopadu 2008 | 2. listopadu 2009  |
| 96           | 10        | Let Them Eat Cake        | Ať jedí koláče         | Deran Sarafian       | Russel Friend a Garrett Lerner               | 2. prosince 2008   | 9. listopadu 2009  |
| 97           | 11        | Joy to the World         | Radujme se, veselme se | David Straiton       | Peter Blake                                  | 9. prosince 2008   | 16. listopadu 2009 |
| 98           | 12        | Painless                 | Bez bolesti            | Andrew Bernstein     | Thomas L. Moran a Eli Attie                  | 19. ledna 2009     | 23. listopadu 2009 |
| 99           | 13        | Big Baby                 | Velké dítě             | Deran Sarafian       | Lawrence Kaplow a David Foster               | 26. leden 2009     | 10. února 2010     |
| 100          | 14        | The Greater Good         | V zájmu vyššího dobra  | Leslie Linka Glatter | Sara Hess                                    | 2. únor 2009       | 17. února 2010     |
| 101          | 15        | Unfaithful               | Nevěřící               | Greg Yaitanes        | David Hoselton                               | 16. únor 2009      | 24. února 2010     |
| 102          | 16        | The Softer Side          | Něžnější polovička     | Deran Sarafian       | Liz Friedman                                 | 23. února 2009     | 3. března 2010     |
| 103          | 17        | The Social Contract      | Společenská dohoda     | Andrew Bernstein     | Doris Egan                                   | 9. března 2009     | 10. března 2010    |
| 104          | 18        | Here Kitty               | Čiči čiči              | Juan J. Campanella   | Peter Blake                                  | 16. březen 2009    | 17. března 2010    |
| 105          | 19        | Locked In                | Vězeň ve vlastním těle | Dan Attias           | Russel Friend, Garrett Lerner & David Foster | 30. březen 2009    | 24. března 2010    |
| 106          | 20        | Simple Explanation       | Jednoduché vysvětlení  | Greg Yaitanes        | Leonard Dick                                 | 6. duben 2009      | 31. března 2010    |
| 107          | 21        | Saviors                  | Ochránci               | Matthew Penn         | Eli Attie a Thomas L. Moran                  | 13. duben 2009     | 7. dubna 2010      |
| 108          | 22        | A House Divided          | Rozdvojený House       | Greg Yaitanes        | Liz Friedman a Matthew V. Lewis              | 27. duben 2009     | 14. dubna 2010     |
| 109          | 23        | Under My Skin            | Pod kůží               | David Straiton       | Lawrence Kaplow a Pamela Davis               | 4. květen 2009     | 21. dubna 2010     |
| 110          | 24        | Both Sides Now           | Na obou stranách       | Greg Yaitanes        | Doris Egan                                   | 11. květen 2009    | 28. dubna 2010     |

### Šestá řada (2009–2010)
| Č. v seriálu | Č. v řadě | Původní název      | Český název              | Režie               | Scénář                                                    | Premiéra v USA     | Premiéra v ČR      |
| ------------ | --------- | ------------------ | ------------------------ | ------------------- | --------------------------------------------------------- | ------------------ | ------------------ |
| 111          | 1         | Broken (Part 1)    | Zlomený (1. část)        | Katie Jacobs        | Russel Friend, Garrett Lerner, David Foster a David Shore | 21. září 2009      | 5. května 2010     |
| 112          | 2         | Broken (Part 2)    | Zlomený (2. část)        | Katie Jacobs        | Russel Friend, Garrett Lerner, David Foster a David Shore | 21. září 2009      | 12. května 2010    |
| 113          | 3         | Epic Fail          | Impozantní selhání       | Greg Yaitanes       | Sara Hess a Liz Friedman                                  | 28. září 2009      | 19. května 2010    |
| 114          | 4         | The Tyrant         | Tyran                    | David Straiton      | Peter Blake                                               | 5. října 2009      | 26. května 2010    |
| 115          | 5         | Instant Karma      | Okamžitá karma           | Greg Yaitanes       | Thomas L. Moran                                           | 12. října 2009     | 2. června 2010     |
| 116          | 6         | Brave Heart        | Statečné srdce           | Matt Shakman        | Lawrence Kaplow                                           | 19. října 2009     | 9. června 2010     |
| 117          | 7         | Known Unknowns     | Známí neznámí            | Greg Yaitanes       | Matthew V. Lewis a Doris Egan                             | 9. listopadu 2009  | 8. září 2010       |
| 118          | 8         | Teamwork           | Týmová práce             | David Straiton      | Eli Attie                                                 | 16. listopadu 2009 | 15. září 2010      |
| 119          | 9         | Ignorance is Bliss | Blažená nevědomost       | Greg Yaitanes       | David Hoselton                                            | 23. listopadu 2009 | 22. září 2010      |
| 120          | 10        | Wilson             | Wilson                   | Lesli Linka Glatter | David Foster                                              | 30. listopadu 2009 | 29. září 2010      |
| 121          | 11        | The Down Low       | Hluboko skryté tajemství | Nick Gomez          | Sara Hess a Liz Friedman                                  | 11. ledna 2010     | 6. října 2010      |
| 122          | 12        | Remorse            | Výčitky svědomí          | Andrew Bernstein    | Peter Blake                                               | 25. ledna 2010     | 13. října 2010     |
| 123          | 13        | Moving the Chains  | Tah na branku            | David Straiton      | Russel Friend a Garrett Lerner                            | 1. února 2010      | 20. října 2010     |
| 124          | 14        | 5 to 9             | Od pěti do devíti        | Andrew Bernstein    | Thomas L. Moran                                           | 8. února 2010      | 27. října 2010     |
| 125          | 15        | Private Lives      | Soukromé životy          | Sanford Bookstaver  | Doris Egan                                                | 8. března 2010     | 3. listopadu 2010  |
| 126          | 16        | Black Hole         | Černá díra               | Greg Yaitanes       | Lawrence Kaplow                                           | 15. března 2010    | 10. listopadu 2010 |
| 127          | 17        | Lockdown           | Uzavření                 | Hugh Laurie         | Eli Attie, Peter Blake, Russell Friend a Garrett Lerner   | 12. dubna 2010     | 17. listopadu 2010 |
| 128          | 18        | Knight Fall        | Rytířův pád              | Juan J. Campanella  | John C. Kelley                                            | 19. dubna 2010     | 24. listopadu 2010 |
| 129          | 19        | Open and Shut      | Otevřít a zavřít         | Greg Yaitanes       | Liz Friedman & Sara Hess                                  | 26. dubna 2010     | 1. prosince 2010   |
| 130          | 20        | The Choice         | Volba                    | Juan J. Campanella  | David Hoselton                                            | 3. května 2010     | 8. prosince 2010   |
| 131          | 21        | Baggage            | Balast                   | David Straiton      | Doris Egan a David Foster                                 | 10. května 2010    | 15. prosince 2010  |
| 132          | 22        | Help Me            | Pomozte                  | Greg Yaitanes       | Peter Blake, Russel Friend a Garrett Lerner               | 17. května 2010    | 22. prosince 2010  |

### Sedmá řada (2010–2011)
| Č. v seriálu | Č. v řadě | Původní název          | Český název             | Režie              | Scénář                                       | Premiéra v USA     | Premiéra v ČR      |
| ------------ | --------- | ---------------------- | ----------------------- | ------------------ | -------------------------------------------- | ------------------ | ------------------ |
| 133          | 1         | Now What?              | Co teď?                 | Greg Yaitanes      | Doris Egan                                   | 20. září 2010      | 5. září 2011       |
| 134          | 2         | Selfish                | Sobectví                | Dan Attias         | Eli Attie                                    | 27. září 2010      | 12. září 2011      |
| 135          | 3         | Unwritten              | Nepsaná dohoda          | Greg Yaitanes      | John C. Kelley                               | 4. října 2010      | 19. září 2011      |
| 136          | 4         | Massage Therapy        | Masážní terapie         | David Straiton     | Peter Blake                                  | 11. října 2010     | 26. září 2011      |
| 137          | 5         | Unplanned Parenthood   | Neplánované rodičovství | Greg Yaitanes      | David Foster                                 | 18. října 2010     | 3. října 2011      |
| 138          | 6         | Office Politics        | Politická objednávka    | Sanford Bookstaver | Seth Hoffman                                 | 25. října 2010     | 10. října 2011     |
| 139          | 7         | A Pox on our House     | Neštovice o rok více    | Tucker Gates       | Lawrence Kaplow                              | 8. listopadu 2010  | 17. října 2011     |
| 140          | 8         | Small Sacrifices       | Drobné oběti            | Greg Yaitanes      | David Hoselton                               | 22. listopadu 2010 | 24. října 2011     |
| 141          | 9         | Larger Than Life       | V nadživotní velikosti  | Miguel Sapochnik   | Sara Hess                                    | 17. ledna 2011     | 31. října 2011     |
| 142          | 10        | Carrot & Stick         | Cukr nebo bič           | David Straiton     | Liz Friedman                                 | 24. ledna 2011     | 7. listopadu 2011  |
| 143          | 11        | Family Practice        | Rodinná praxe           | Miguel Sapochnik   | Peter Blake                                  | 7. února 2011      | 14. listopadu 2011 |
| 144          | 12        | You Must Remember This | Pamatuj si to           | David Platt        | Katherine Lingenfelter                       | 14. února 2011     | 21. listopadu 2011 |
| 145          | 13        | Two Stories            | Dva příběhy             | Greg Yaitanes      | Thomas L. Moran                              | 21. února 2011     | 28. listopadu 2011 |
| 146          | 14        | Recession Proof        | Následky recese         | S. J. Clarkson     | John C. Kelley                               | 28. února 2011     | 5. prosince 2011   |
| 147          | 15        | Bombshells             | Střepiny                | Greg Yaitanes      | Liz Friedman a Sara Hess                     | 7. března 2011     | 12. prosince 2011  |
| 148          | 16        | Out of Chute           | Volným pádem            | Sanford Bookstaver | Lawrence Kaplow a Thomas L. Moran            | 14. března 2011    | 19. prosince 2011  |
| 149          | 17        | Fall from grace        | V nemilosti             | Tucker Gates       | John C. Kelley                               | 21. března 2011    | 6. února 2012      |
| 150          | 18        | The Dig                | Naleziště               | Matt Shakman       | David Hoselton a Sara Hess                   | 11. dubna 2011     | 13. února 2012     |
| 151          | 19        | Last Temptation        | Poslední pokušení       | Tim Southam        | David Foster a Liz Friedman                  | 18. dubna 2011     | 20. února 2012     |
| 152          | 20        | Changes                | Změny                   | David Straiton     | Eli Attie a Seth Hoffman                     | 2. května 2011     | 27. února 2012     |
| 153          | 21        | The Fix                | Náprava                 | Greg Yaitanes      | Thomas L. Moran a David Shore                | 9. května 2011     | 5. března 2012     |
| 154          | 22        | After Hours            | Přesčasy                | Miguel Sapochnik   | Seth Hoffman, Russel Friend a Garrett Lerner | 16. května 2011    | 12. března 2012    |
| 155          | 23        | Moving On              | Jít dál                 | Greg Yaitanes      | Katherine Lingenfelter a Peter Blake         | 23. května 2011    | 19. března 2012    |

### Osmá řada (2011–2012)
| Č. v seriálu | Č. v řadě | Původní název       | Český název         | Režie               | Scénář                                       | Premiéra v Kanadě  | Premiéra v ČR      | Sledovanost v ČR (v mil.) |
| ------------ | --------- | ------------------- | ------------------- | ------------------- | -------------------------------------------- | ------------------ | ------------------ | ------------------------- |
| 156          | 1         | Twenty Vicodin      | Dvacet vicodinů     | Greg Yaitanes       | Peter Blake                                  | 3. října 2011      | 26. listopadu 2012 | 0,513                     |
| 157          | 2         | Transplant          | Transplantace       | Dan Attias          | David Foster a Liz Friedman                  | 10. října 2011     | 3. prosince 2012   | 0,476                     |
| 158          | 3         | Charity Case        | Altruista           | Greg Yaitanes       | Sara Hess                                    | 17. října 2011     | 10. prosince 2012  | 0,493                     |
| 159          | 4         | Risky Business      | Riskantní podnik    | Sanford Bookstaver  | Seth Hoffman                                 | 31. října 2011     | 17. prosince 2012  | 0,562                     |
| 160          | 5         | The Confession      | Zpověď              | Kate Woods          | John C. Kelley                               | 7. listopadu 2011  | 7. ledna 2013      | 0,584                     |
| 161          | 6         | Parents             | Rodiče              | Greg Yaitanes       | Eli Attie                                    | 14. listopadu 2011 | 14. ledna 2013     | 0,565                     |
| 162          | 7         | Dead & Buried       | Mrtvý a pohřbený    | David Hoselton      | Miguel Sapochnik                             | 21. listopadu 2011 | 21. ledna 2013     | 0,575                     |
| 163          | 8         | Perils of Paranoia  | Nebezpečí paranoie  | Thomas L. Moran     | David Straiton                               | 28. listopadu 2011 | 28. ledna 2013     | 0,502                     |
| 164          | 9         | Better Half         | Lepší polovička     | Greg Yaitanes       | Kath Lingenfelter                            | 23. ledna 2012     | 4. února 2013      | 0,593                     |
| 165          | 10        | Runaways            | Útěky               | Stanford Bookstaver | Marqui Jackson                               | 30. ledna 2012     | 11. února 2013     | 0,599                     |
| 166          | 11        | Nobody's Fault      | Kdo je bez viny     | Greg Yaitanes       | David Foster, Russel Friend a Garrett Lerner | 6. února 2012      | 18. února 2013     | 0,446                     |
| 167          | 12        | Chase               | Chase               | Matt Shakman        | Peter Blake a Eli Attie                      | 13. února 2012     | 24. června 2013    | 0,439                     |
| 168          | 13        | Man of the House    | Pán domu            | Colin Bucksey       | Sara Hess a Liz Friedman                     | 20. února 2012     | 1. července 2013   | 0,426                     |
| 169          | 14        | Love is blind       | Láska je slepá      | Tim Southam         | John C. Kelley                               | 27. února 2012     | 8. července 2013   | 0,428                     |
| 170          | 15        | Blowing the Whistle | Na vědomost se dává | Julian Higgins      | Danny Weiss a Seth Hoffman                   | 2. dubna 2012      | 15. července 2013  | 0,383                     |
| 171          | 16        | Gut Check           | Zkouška odvahy      | Miguel Sapochnik    | Jamie Conway a David Hoselton                | 9. dubna 2012      | 22. července 2013  | 0,406                     |
| 172          | 17        | We Need the Eggs    | Potřebujeme vajíčka | David Straiton      | Peter Blake a Sara Hess                      | 16. dubna 2012     | 29. července 2013  | 0,379                     |
| 173          | 18        | Body & Soul         | Tělo a duše         | Stefan Schwartz     | Dustin Paddock                               | 23. dubna 2012     | 5. srpna 2013      | 0,396                     |
| 174          | 19        | The C-Word          | To slovo na R       | Hugh Laurie         | John C. Kelley a Marqui Jackson              | 30. dubna 2012     | 12. srpna 2013     | 0,417                     |
| 175          | 20        | Post Mortem         | Post Mortem         | Peter Weller        | David Hoselton a Kath Lingenfelter           | 7. května 2012     | 19. srpna 2013     | 0,375                     |
| 176          | 21        | Holding On          | Vydržet             | Miguel Sapochnik    | Russel Friend, Garrett Lerner a David Foster | 14. května 2012    | 26. srpna 2013     | 0,206                     |
| 177          | 22        | Everybody Dies      | Všichni umřou       | David Shore         | David Shore, Peter Blake a Eli Attie         | 21. května 2012    | 2. září 2013       | –                         |